# François-Joseph Fulcrand
 (septembre 2012).
Si vous disposez d'ouvrages ou d'articles de référence ou si vous connaissez des sites web de qualité traitant du thème abordé ici, merci de compléter l'article en donnant les références utiles à sa vérifiabilité et en les liant à la section « Notes et références ».
Le capitaine François-Joseph Fulcrand né le 9 octobre 1875 à Canet (Hérault) et mort le 31 octobre 1959 à Canet (Hérault) a participé à la création de la télégraphie sans fil (T.S.F.).

## Biographie
Affecté comme sous-officier à l’école temporaire de télégraphie militaire du Mont Valérien. Dès le début de la T.S.F. il a travaillé dans une équipe radio avec le Général Ferrié alors capitaine. Il a également collaboré à la mise au point de l’héliographe du Lieutenant du Génie Pelletier.

Au bataillon de sapeurs télégraphistes :

Auxiliaire du Capitaine Bralet pour l’organisation des premières compagnies de télégraphistes du Génie, il a contribué à la mise au point de divers appareils et à l’agencement des premières voitures techniques.
En 1901 alors qu'il est adjudant au cours de manœuvres franco-russe, il est chargé des installations électriques (éclairage, télégraphie et téléphonie) du fort de Vitry-les-Reims, il a personnellement assuré l’exploitation, le télégraphiste des PTT ne s’étant pas présenté. La croix en or de l'ordre de Saint-Stanislas lui a été remise directement par le Tsar Nicolas II.
Admissible officier d’administration du Génie, il a abandonné cette admissibilité afin de continuer la mise au point de l’appareil de transmission de l’écriture. 
Il est promu sous-lieutenant en février 1914 et affecté au 2e régiment du génie.
Chargé du bureau de la mobilisation du 2e Génie, mis au point le plan XVII et fait appliquer ce plan d’août 1914 à février 1915.

Citation du Colonel Jullien, alors commandant le Génie de la XVIe région.
Parti aux Armées il commande les 56e et 151e sections de projecteurs du Génie (11e C.A.) de février 1915 à novembre 1917. Cité à l’ordre du Régiment. Chevalier de la Légion d’Honneur.
Affecté à l'état-major de la 3e Armée comme officier chargé des projections de la défense contre aéronefs (D.C.A.) de l’armée, il a organisé ce nouveau service.
Appelé au grand quartier général (G.Q.G.) (bureau D.C.A.), en février 1918 il est affecté au centre d’instruction et d’études de D.C.A. au château de Fayel près de Compiègne.

Promu capitaine à titre temporaire en juin 1918, il crée et dirige l'école des projecteurs de D.C.A. de Longueperte. Il commande la 1re compagnie de projecteurs de D.C.A. et le dépôt mobile de D.C.A.. Il a ensuite organisé, instruit et mis en route quatorze compagnies de projecteurs de D.C.A.. Il a également rédigé le règlement d'emploi des projecteurs de D.C.A. et mis au point les méthodes de recherche et d’éclairement des avions.
Promu capitaine à titre définitif à l’ancienneté en décembre 1919, il commande une compagnie de projecteurs au 1er régiment de D.C.A. à Paris.
Membre de la commission d’études de la D.C.A. de 1921 à 1923.

## Principales réalisations
Réalisé un premier appareil de télégraphie par courants vibrés, qui a servi à un lieutenant du bataillon de télégraphistes, à mettre au point un appareil définitif.
Réalisé premier poste télégraphique et téléphonique sur bicyclette et équipement de bicyclette pour recherche de dérangements sur les lignes.

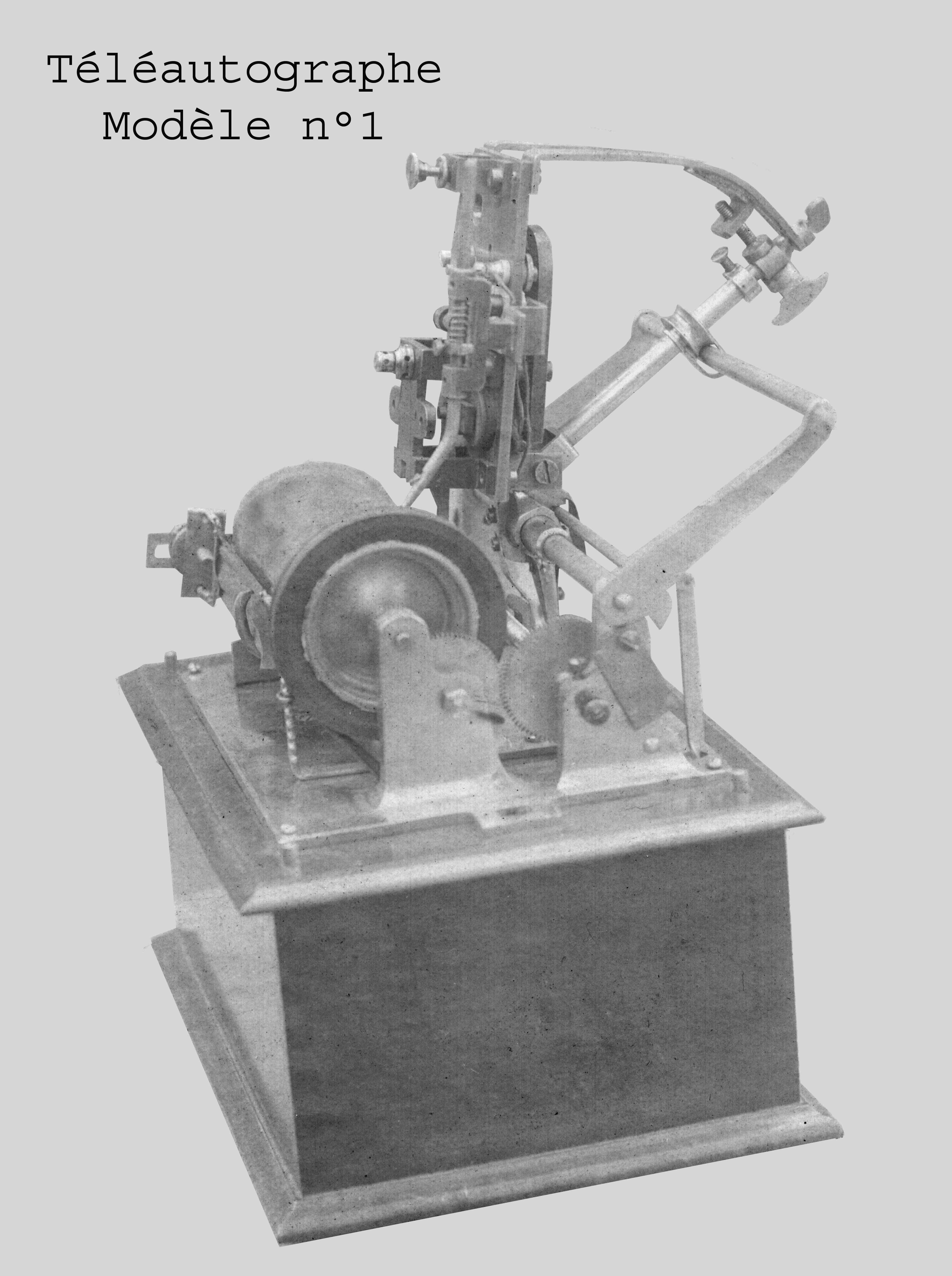
1er modèle

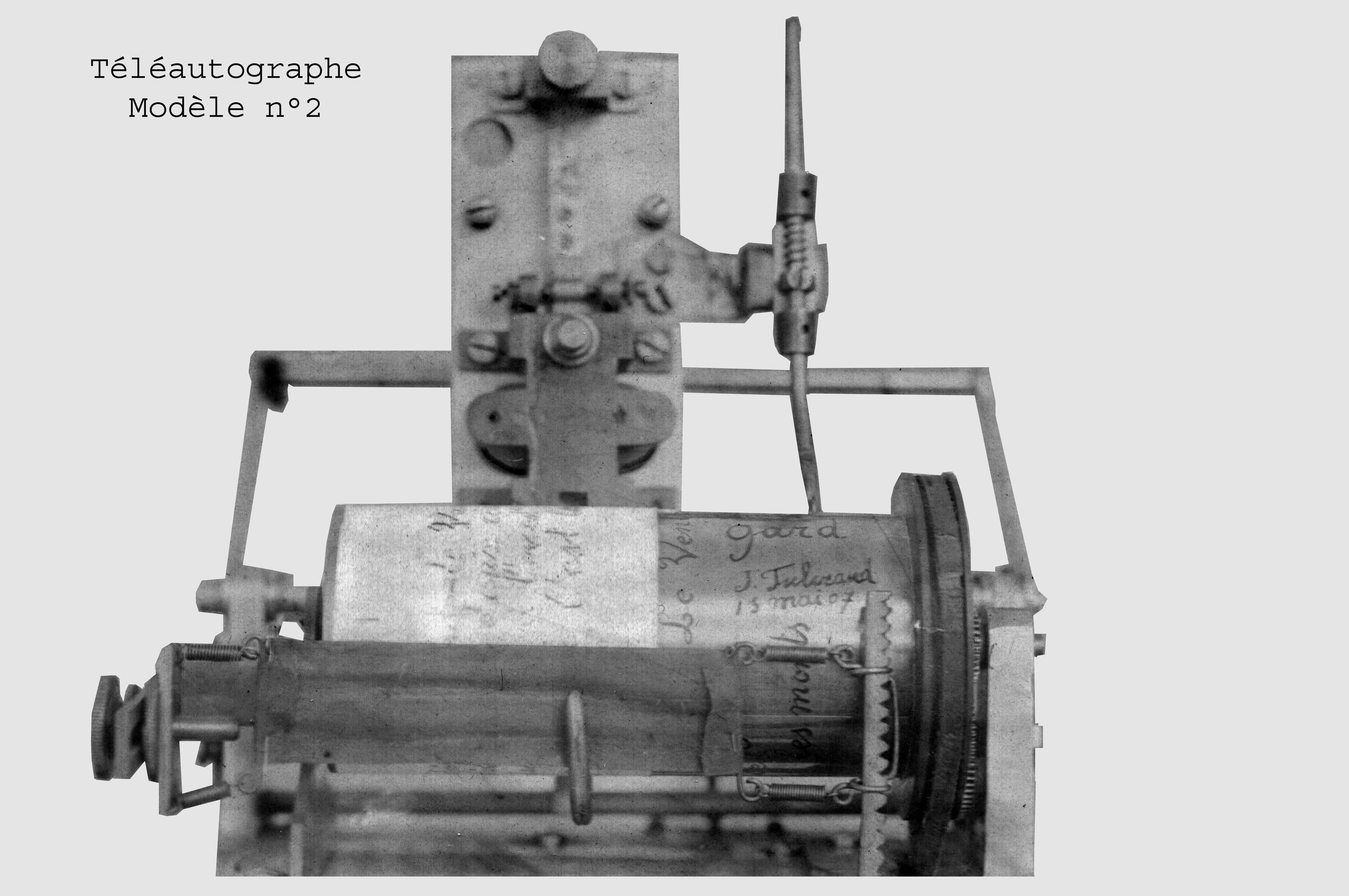
Expérience du 15 mai 1907

Réalisé dès 1904, avant Korn et Édouard Belin (qui mettra au point le bélinographe) un appareil de transmission  à distance de l’écriture et des dessins: le téléautographe. Expérience en présence du Général Joly en mai 1907.
Témoignages de satisfaction et subvention du Ministre pour cette invention.
Réalisé un appareil de projection permettant d’enseigner rapidement la lecture des signaux Morse sur bande, par projection sur écran.
Alors qu'il est adjudant-chef, après deux ans de recherches pour documentation à la bibliothèque nationale et dans les communes voisines du fort, il publie en 1913 un livre d'environ 250 pages qui retrace l'histoire du Mont Valérien intitulé : « le Mont-Valérien, son histoire militaire, son histoire religieuse, ses cimetières » (imprimerie Monligeon).
Au centre de Fayel réalisé dispositif de commande filaire des projecteurs de D.C.A.

### Autres travaux
- Appareil d’écoute des avions à l’oreille nue (planchette Fulcrand).
- Appareil de tracés de route d’avions.
- Projecteur tournant pour nappes lumineuses.
- Deux projecteurs de signalisation et d’éclairage de terrains d’atterrissage d’aviation, fonctionnant à distance par ondes hertziennes.
- Présenté en outre divers projets de projecteurs de D.C.A. et de commandes à distance.
- Présenté à la Compagnie de Chemins de Fer du Nord un dispositif de signalisation permettant d'éviter les tamponnements. Après avoir conservé le dossier un certain temps la compagnie a répondu qu’elle était pourvue de moyens réglementaires puis a mis en service un dispositif plus perfectionné mais analogue à celui présenté.
- Chargé des illuminations à l'occasion du transfert du soldat inconnu le 11 novembre 1920 il a élaboré le projet mise en œuvre de plus de 1000 projecteurs dans Paris, et dirigé 400 artilleurs de la D.C.A. et 250 marins employés à ces travaux.
- Désigné tous les ans par le Ministre pour organiser et diriger les projections au Grand Palais lors du Salon aéronautique et pour embrasement de la basilique de Montmartre le 14 juillet.
- Organisé et dirigé embrasement et illuminations du Parc de Bagatelle lors de la grande fête de nuit donnée dans ce parc en juin 1921 (duchesse d'Uzès présidente de l’œuvre des enfants russes). Collaboré avec le peintre Doumergue.
- De 1921 à 1923 il est monté volontairement en avion plusieurs fois par semaine avec autorisation du Ministre afin diriger et contrôler travail d’écoute des hommes de sa compagnie.
- Chargé des expériences d’écoute des explosions de la Courtine, réalisé des installations de fortune qui ont donné les résultats attendus.
- Travail sur les mines à explosion retardée 1924. Travail plus complet sur les mines à explosion retardée, les pièges et les mises de feu à distance adressé au ministre pour journal du Génie novembre 1923.
- De 1923 à 1928 a travaillé à la création du canal d'irrigation de Canet (Hérault), ce canal de conception en toile d'araignée a été utilisé de 1939 jusqu'aux années 1960.

## Hommages
- Une avenue porte le nom de capitaine Fulcrand dans son village natal de Canet (Hérault)
- Une rue porte le nom de capitaine Fulcrand à Clermont-l'Hérault (Hérault) en remerciement du pont qu'il a construit.

## Sources
Documentation personnelle.
État des services militaires.
Base documentaire artillerie (BAS'ART)

## Galerie de photos

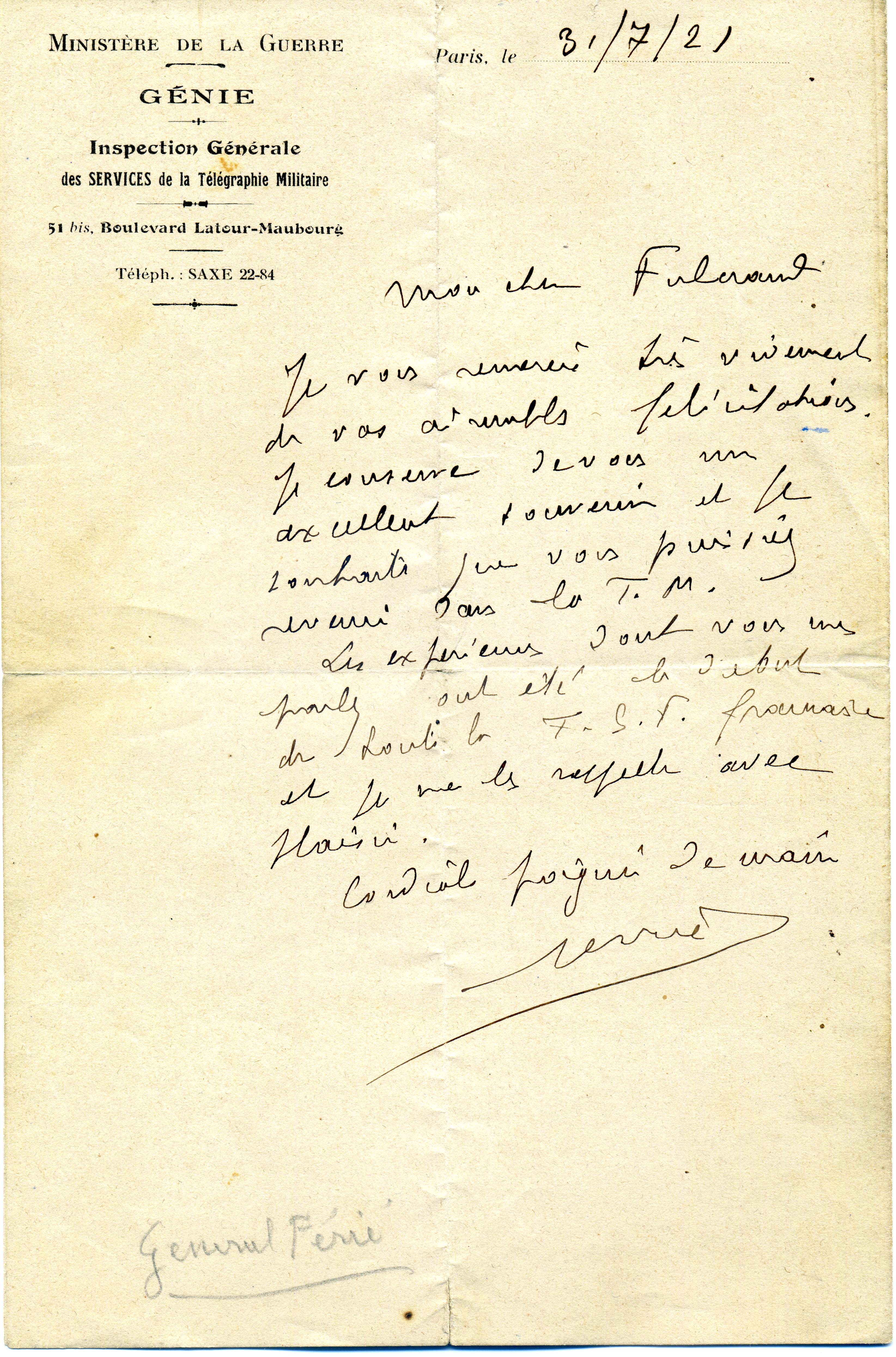
Lettre de remerciement du général Ferrié
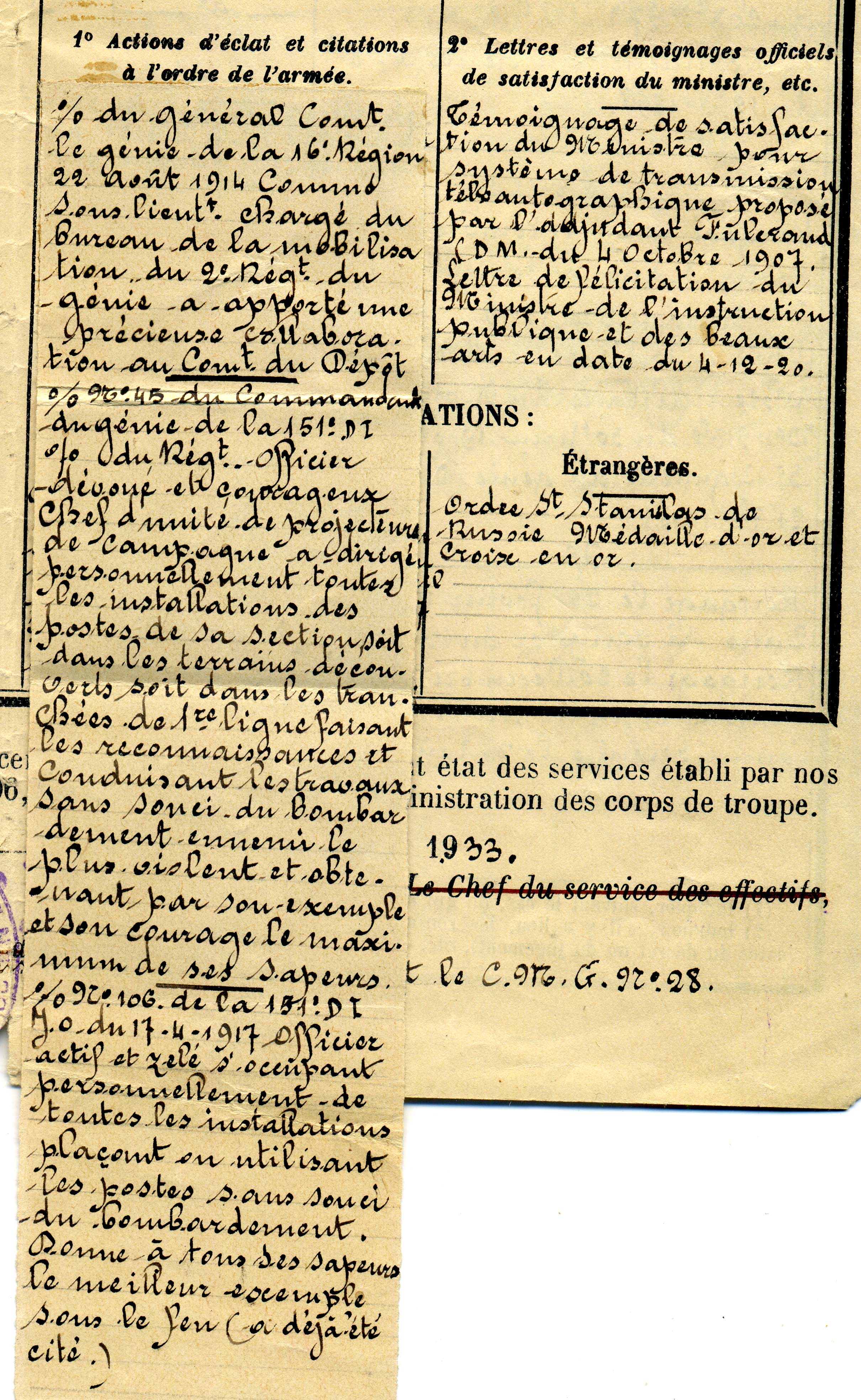
Extrait état des services
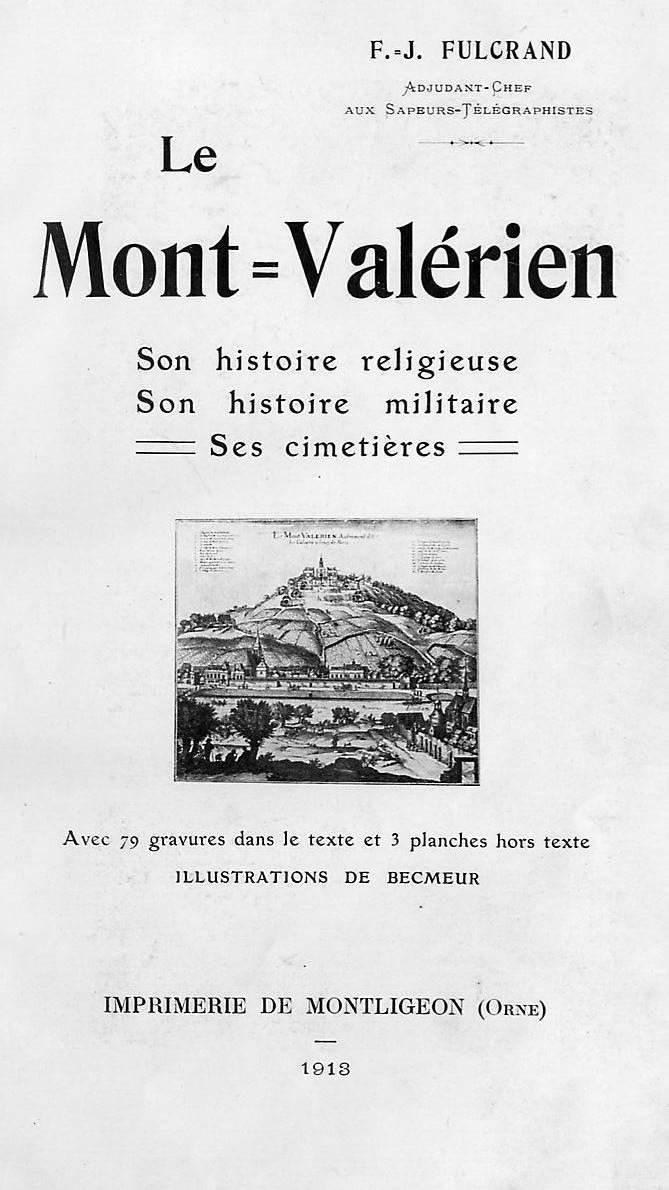
Couverture du livre sur le Mt Valérien
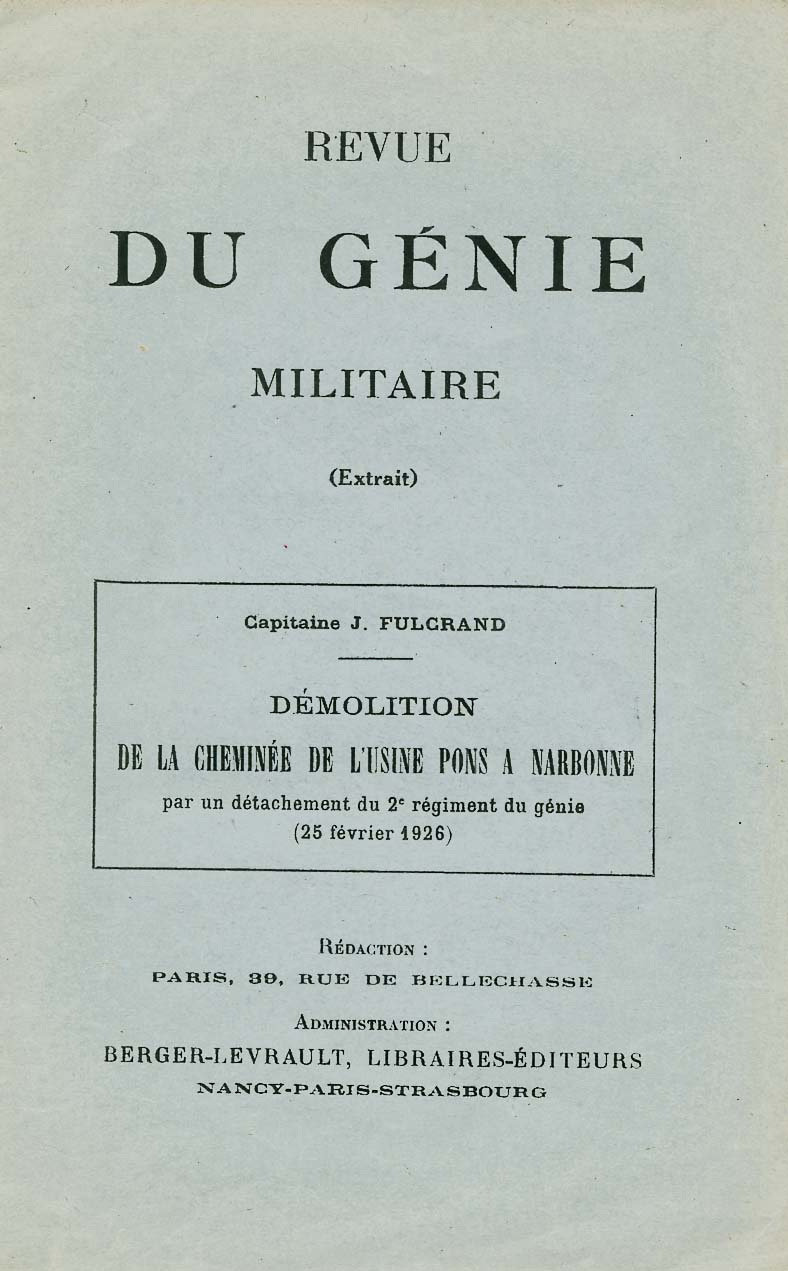
Couverture revue du Génie
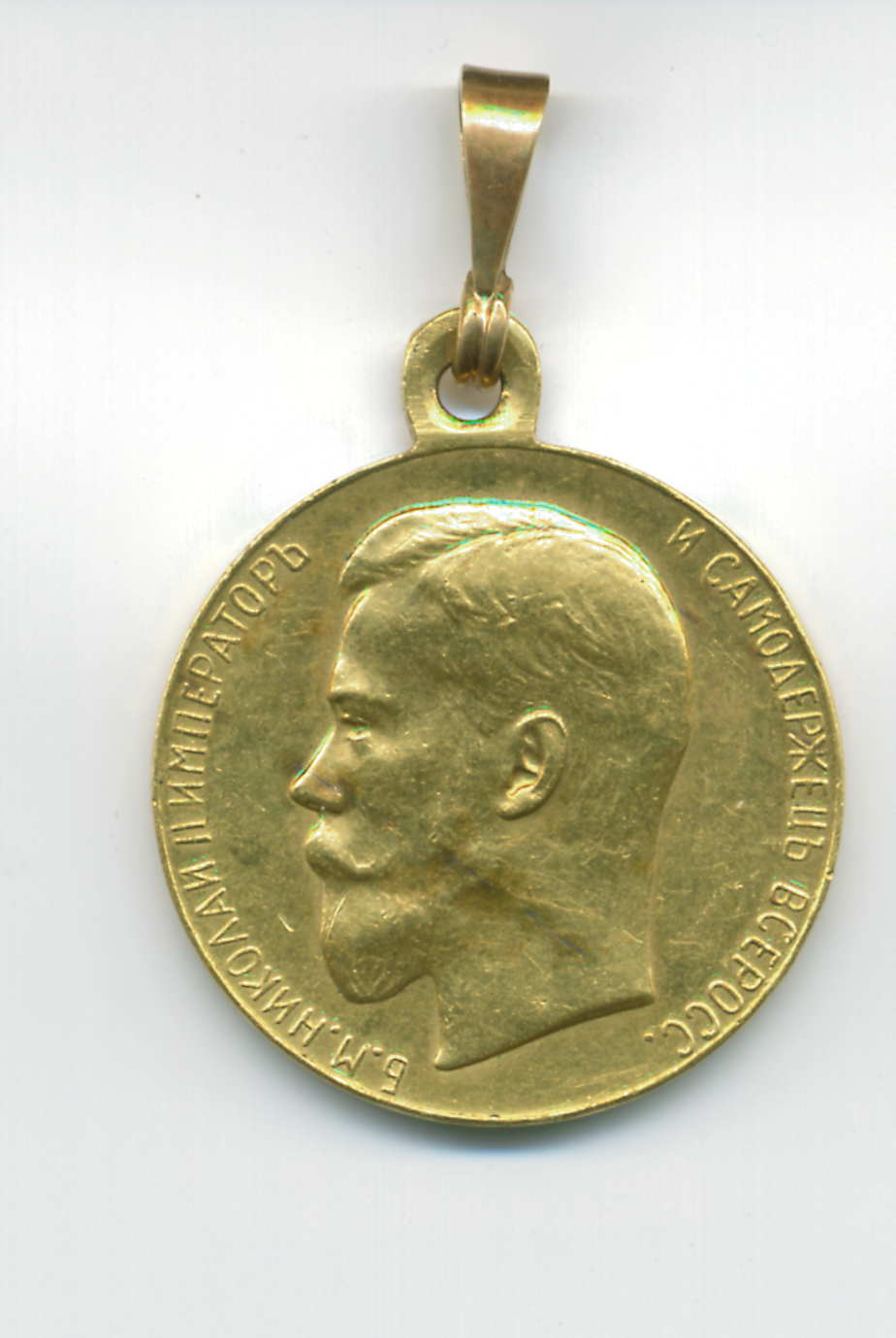
Ordre de Saint Stanislas